# Leptoxis vittata
Leptoxis vittata foi uma espécie de gastrópodes da família Pleuroceridae.
Foi endémica dos Estados Unidos da América.